# Lasioglossum coreopsis
Lasioglossum coreopsis är en biart som först beskrevs av Robertson 1902. Den ingår i släktet smalbin och familjen vägbin. Inga underarter finns listade i Catalogue of Life.

## Beskrivning
Huvudet och mellankroppen är gulgröna till blågröna. Munsköldens övre del är gulbrun till mörkbrun, antennerna är mörkbruna. Bakkroppen är gyllenbrun med ljusgula bakkanter. Arten har tämligen gles, kort, vitaktig behåring, som kan bli tätare på honans bakkropp. Arten är ett helt litet bi; kroppslängden är ungefär 4 mm, något större hos honan. Framvingens längd är knappt 3 mm.

## Utbredning
Utbredningsområdet omfattar USA:s östra och mellersta stater, från Kansas till Maryland, Delaware och New Jersey i norr, söderut över Tennessee, North Carolina och South Carolina till Texas, Mississippi, Georgia och norra Florida i söder.

## Ekologi
Arten flyger från april till september, i Florida dock hela året. Arten är oligolektisk, den flyger till blommande växter från många familjer. Framför allt korgblommiga växter, men också svaltingväxter, flockblommiga växter, järneksväxter, oleanderväxter, kaktusväxter, ljungväxter, ärtväxter, kransblommiga växter, rosväxter och videväxter.